# Uracanthini
Los uracantinos (Uracanthini) son una tribu de coleópteros crisomeloideos de la familia Cerambycidae.

## Géneros
Tiene los siguientes géneros:
- Aethiora - Emenica - Neouracanthus - Rhinophthalmus - Scolecobrotus - Uracanthus